# Patkai

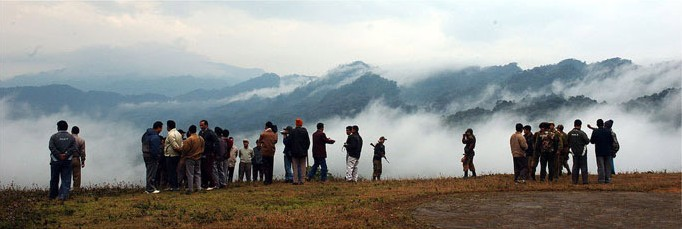
Las montañas Patkai vistas desde el paso Pangsau

Los montes Patkai o Purvachal son una cadena de montañas en la frontera este de la India con Birmania. Estas montañas fueron creadas por los mismos procesos tectónicos que formaron el Himalaya, aunque no son tan abruptas y sus picos son de mucho menor altura. La cadena incluye cumbres de tipo cónicas, pendientes pronunciadas y valles profundos.
El Patkai se compone de tres cadenas montañosas. El Patkai-Bum, el Garo-Khasi-Jaintia, y las montañas Lushai. La cadena Garo-Khasi se encuentra en el estado indio de Meghalaya. Cherapunji, en el frente de ataque del viento se distingue por ser el sitio con mayor precipitación anual de la Tierra.
El clima varía de templado a alpino según sea la altitud.